# SN 2007hg
SN 2007hg – supernowa typu Ia odkryta 24 sierpnia 2007 roku w galaktyce A040832+0222. W momencie odkrycia miała maksymalną jasność 18,00m.